# Antoni Martí Coll
Antoni Martí Coll (Mataró, 15 de maig de 1925 - 1 de novembre de 2015) fou un historiador i advocat mataroní. Fou alcalde de Mataró l'any 1972-1973, renunciant al càrrec en ser nomenat secretari de Justicia de la Capitanía General de Valladolid. Va casar-se el 27 d'abril de 1956 amb Mercedes Fàbregas de Palau a l'oratori particular de Can Palau. El matrimoni va tenir set fills.
Llicenciat en Dret a la Universitat de Barcelona el 1946, fou jutge de Districte substitut de Mataró el 1980 i professor de la càtedra de dret penal en el 
Col·legi Universitari Abat Oliba. Va arribar a General i va ocupar els càrrecs propis de la carrera del Cos Jurídic Militar i com a tal fou cap de l'escola d'Estudis Jurídics. El 1995 va ser nomenat Vice-Postulador de la causa de canonització del beat Josep Samsó. Ha estat en diverses ocasions conseller de la Caixa d'Estalvis de Mataró (posteriorment Caixa Laietana)
Fou elegit regidor de l'ajuntament de Mataró entre els grups de caps de família per un període de sis anys (1958-64) i tinent d'alcalde. Com a ponent de cultura va propiciar el projecte de millora dels estudis de formació professional de Mataró. Fou proclamat alcalde de Mataró l'any 1972, càrrec que només exercí durant un any; possiblement per iniciar per primera vegada els plens del consistori en llengua catalana i alguna altra iniciativa no afecta el règim franquista com ara la proposta d'incloure a la galeria de mataronins il·lustres els retrats d'Antoni Puigblanch i Josep Puig i Cadafalch, considerats massa catalans. Durant aquest breu període va treballar per aconseguir l'establiment futur d'una quarta universitat catalana a la comarca del Maresme i va fundar la societat Port de Mataró SA que va ser l'eina que realitzaria el port de Mataró.

## Publicacions
És autor d'una quarantena de publicacions, la majoria d'història local de Mataró, per bé que en té algunes sobre qüestions jurídiques i fins i tot alguna de lingüística com ara la de l'ús peculiar dels mots "pericó" i "aixernador" a Mataró. Ha format part del jurat del Premi d'història local Iluro, el qual ha guanyat en diverses ocasions.
- Don Joaquim Martí Moner, Premi Iluro, 1960. Pròleg de Ferran Soldevila.
- Domingo de Caralt, Premi Iluro 1963.
- Cartes d'un mestre veler, Premi Iluro 1966.
- Mataró i els agraviats, 1973.
- Homenatge a unes Corts Catalanes... L'Aixernador, 1992.
- Visió de Mataró a través de plets i discòrdies (segles XVII i XVIII) Col·legi d'Advocats de Mataró, 1996.